# LTT 1445
Système stellaire triple (en)
Étoile à grand mouvement propre (d)
Étoile double
Étoile variable éruptive (en)
Source d'infrarouge (d)
Source astrophysique de rayons X
LTT 1445 est un système stellaire et planétaire constitué d'au moins trois étoiles naines rouges et de deux planètes. Il est situé à environ 22 années-lumière de la Terre.
Les trois étoiles du système LTT 1445 sont des naines rouges, plus froides et beaucoup plus petites que les étoiles jaunes comme notre Soleil. C'est également le deuxième système planétaire le plus proche ayant des planètes qui transitent leur étoile en date de 2022.

## Structure et membres
Les trois étoiles forment un système hiérarchique, avec l'étoile A — l'objet primaire du système — en orbite autour du couple formé par les étoiles B et C. Les planètes, pour leur part, sont en orbite autour de l'étoile A.
Les orbites stellaires et l'orbite de la première planète découverte au moins semblent toutes  coplanaires. Si c'est  bien le cas, sachant que la planète transitant devant son étoile, les étoiles s'occulteraient les unes les autres.

## LTT 1445 A

### LTT 1445 Ab
Cette planète surchauffée est environ 1,4 fois plus grande que la Terre. Elle a été découverte par une équipe du Centre Harvard pour l'astrophysique à l'aide des données du télescope spatial TESS.
Probablement une planète rocheuse, LTT 1445 Ab ne met que cinq jours à faire le tour de son étoile - une « année » sur ce monde. Son orbite très rapprochée explique en partie pourquoi sa surface atteint des températures de l’ordre de 160 °C, ce qui est comparable à un four préchauffé.
Tandis que la planète elle-même reste sur ce qui est probablement une orbite stable autour de son étoile, cette étoile orbite également, à une plus grande distance, deux étoiles jumelles qui sont bloquées en orbite l'une autour de l'autre. Ce n'est pas le premier système à trois étoiles existant avec au moins une planète. En fait, notre voisin stellaire le plus proche est Proxima Centauri, en orbite autour du couple plus éloigné, Alpha Centauri A et B, et Proxima possède elle-même deux exoplanètes confirmées (en date de 2023).

### LTT 1445 Ac
En 2022, la découverte d'une deuxième exoplanète, LTT 1445 Ac, est annoncée. Elle transite également devant son étoile, avec une période de seulement 3,12 jours.